# Yun Chae-rin
Yun Chae-rin (koreanisch 윤채린; * 16. Oktober 1990) ist eine ehemalige südkoreanische Freestyle-Skierin. Sie war auf die Buckelpisten-Disziplinen Moguls und Dual Moguls spezialisiert.

## Werdegang
Yun trat im Februar 2004 im Naeba erstmals im Freestyle-Skiing-Weltcup an, wobei sie den 25. Platz im Moguls errang und nahm bis 2007 an sieben Weltcups teil. Ihr bestes Ergebnis dabei erreichte sie im Februar 2007 mit dem 23. Platz im Moguls in Inawashiro. Bei ihrer einzigen Teilnahme an Olympischen Winterspielen im Februar 2006 in Turin kam sie auf den 30. Platz im Moguls-Wettbewerb. Zudem nahm sie an den Weltmeisterschaften 2007 in Madonna di Campiglio teil, wobei sie jeweils den 23. Platz im Moguls und Dual Moguls belegte.

## Erfolge

### Olympische Spiele
- 2006 Turin: 30. Platz Moguls

### Weltmeisterschaften
- 2007 Madonna di Campiglio: 23. Platz Moguls, 23. Platz Dual Moguls

### Weltcupwertungen
Yun nahm an sieben Weltcups teil
| Saison  | Gesamt | Gesamt | Moguls | Moguls |
| Saison  | Punkte | Platz  | Punkte | Platz  |
| ------- | ------ | ------ | ------ | ------ |
| 2003/04 | –      | –      | 6      | 42.    |
| 2004/05 | 1      | 121.   | 14     | 41.    |
| 2005/06 | 1      | 141.   | 9      | 50.    |
| 2006/07 | 1      | 108.   | 8      | 42.    |